# 真心呼喚
真心呼喚，是日本純種競賽馬匹，生涯活躍於中長途賽事，曾勝出2005年有馬紀念及2006年杜拜司馬經典賽，亦是唯一於日本國內中曾擊敗大震撼的賽駒。

## 出賽前
2001年4月25日出生於北海道千歲市社台牧場，成長途中於一口馬主俱樂部Shadai Race Horse Co. Ltd.進行馬主募集。
其後交由栗東訓練中心練馬師橋口弘次郎訓練。

## 競賽生涯

### 3歲
2004年1月出戰京都競馬場出戰3歲新馬戰，比賽途中一直保持於前方下成功衝出，以輕鬆的姿態奪得首勝。
其後立即出戰三級賽如月賞並由幸英明策騎，本次比賽採用居中戰術下於晉級直路後瞬間衝出，可惜仍然無法超越前方的Meiner Brook及Black Tide，最終以第三完賽。
3月20日出戰公開賽若葉錦標，比賽途中保持穩定的節奏於中團靠後位置推進，進入直路後隨即於外檔位置跑出全場最快末腳，最終成功超越前方賽駒下亦一路壓制一同衝出的鈴鹿間風，以頭位優勢取得冠軍。
其後以優先出賽權的方式出戰皋月賞，然而於其中表現平平之下完全無法衝出，最終以第十四大敗。
5月出戰京都新聞盃，比賽初段未有搶佔位置下於最後方的位置逐步推進，進入直路後隨即以優秀的反應一舉加速，最終再度壓贏鈴鹿間風之下以1/2馬位優勢取得首個分級賽冠軍。
其後出戰經典三冠賽事次關東京優駿（日本打吡），由於其在皐月賞錄得大敗因而於賽前僅獲第五人氣。比賽開始後，其繼續選擇自身拿手的後上戰術，保持於隊伍最後方的位置穩步推進，並一直以順應緩慢的節奏以等待時機。進入直路後，騎師橫山典弘指揮其抽出外檔加速，雖然其成功進入狀態並轟出後600米34.4秒的恐怖末腳，但礙於比賽初段留得太后及前方的夏威夷王未有力弱之下，其無法縮窄和對手之間的距離，最終以1 1/2馬位差距落敗。
夏季放草過後其以神戶新聞盃作爲起動戰，雖然於直路上可以維持走勢並順利加速，但仍然無法戰勝前方的夏威夷王及Keiai Guard，最終以第三完賽。
10月24日出戰菊花賞，由於主要對手之一的夏威夷王因傷退役，因而其於賽前成爲第一人氣。比賽開始後，其無視前方第二人氣大宇宙的領放，以自身節奏在後方穩步追走，然而進入直路後未能順應步速加速，最終無法突破之下僅跑獲第七。
完成菊花賞後挑戰日本盃及有馬紀念，但於最後均告敗而回，分別獲得第十及第九。。

### 4歲
2005年其以產經大阪盃作爲年度首戰，比賽途中以凌厲的姿態由隊伍最後方位置一口氣衝至前方，可惜仍然未能超越一早處於領先狀態的旭日飛駒，最終被對手拉開1 1/4馬位差距落敗。
5月1日出戰春季天皇賞，雖然賽前馬迷普遍對其的距離適性有所疑慮而於賽前僅獲第八人氣，然而於比賽途中成功表現優秀的長力，於直路上不斷衝刺挽回縮窄和前方賽駒距離，最終跑獲一席入板的第五。
6月26日出戰寶塚紀念，賽前獲得第三人氣。比賽開始後，其選擇於約莫第十三的位置穩步推進，並於比賽途中一直維持均一的節奏。進入直路後，其於外檔位置不斷加速並轟出優秀的末腳，可惜仍然不敵前方佔先的第十一人氣伏兵東商變革，最終以頸位差距憾負債。
寶塚紀念賽後進入放草並於秋季復出，在未出戰任何前哨戰的情況下直走秋季天皇賞，然而再度選擇居中戰術下未能順利加速，最終以第六完賽。
11月27日出戰出戰日本盃，比賽初段採用留後戰術，並於通過第三彎道時逐步爬升。進入直路後，其使出強烈後勁加速，於最後50米追上前方的傲家聲並和對手纏鬥，可惜稍爲落於下風之下以鼻位憾負。
12月25日出戰有馬紀念，賽前獲得第四人氣。比賽開始後，騎師李慕華選擇一改真心呼喚以往留後的策略，指揮其主動佔先並早早進佔有利位置。進入直路後，其成功於所在位置逐步加速並於最後200米取得領先，其後繼續保持姿態下亦成功抵擋後方大震撼之來襲，最終以1/2馬位優勢奪得首個一級賽冠軍之餘，亦送給大震撼生涯首個敗仗。

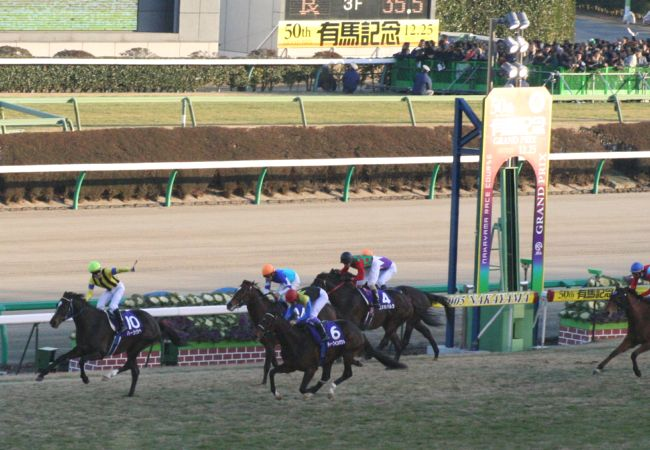
出戰有馬紀念的真心呼喚（左一），騎師李慕華於衝線後揮鞭慶祝

年末，由於其在有馬紀念中表現優秀，因而以268票當選最佳4歲及以上雄馬，但於日本馬王的評選中則大敗於在本年度以無敗姿態奪得經典三冠的大震撼。

### 5歲
踏入2005年，陣營宣佈年度首戰爲遠征阿聯的杜拜司馬經典賽。比賽開始後，其繼續採用有馬紀念時的戰術，保持於先頭位置展開推進，並於比賽途中逐步進佔對自身加速有利的位置。進入直路後，其隨即加速彈離後方對手，最終繼續保持衝刺下以拉開後方4馬位的姿態奪得第二個一級賽冠軍。
其後轉往英國出戰英皇佐治六世及皇后伊利沙伯錦標，比賽途中始終保持於第三、四左右的位置，進入直路雖然成功加速一度取得領先，但其後隨即被風馳及電極使者超越，最終落後1馬位取得季軍。而練馬師橋口弘次郎於賽後表示真心呼喚本次比賽表現優秀，將來會再次安排出戰此賽事。
返回日本後出戰日本盃，並再次和大震撼對決。然而於賽前被發現患有喘鳴症下未能發揮優秀典表現，在比賽途中未能響應騎師李慕華的加速指示，最終無法加速衝出下以尾二第十大敗。
賽後，由於其喘鳴症症狀越發嚴重，因而經過陣營討論過後決定安排其退役，並於11月30日取消日本中央競馬會的賽駒註冊。

### 詳細賽績
| 日期       | 舉辦國家 | 馬場   | 距離   | 級別 | 賽事名稱                       | 負重 | 騎師     | 馬號 | 出馬 | 名次 | 時間     | 頭馬（二馬）    |
| ---------- | -------- | ------ | ------ | ---- | ------------------------------ | ---- | -------- | ---- | ---- | ---- | -------- | --------------- |
| 5/1/2004   | 日本     | 京都   | 草2000 |      | 3歲新馬                        | 56   | 武豐     | 9    | 10   | 1    | 2:06.0   | （Miya Taisen） |
| 15/2/2004  | 日本     | 京都   | 草1800 | GIII | 如月賞                         | 56   | 幸英明   | 8    | 14   | 3    | 1:48.6   | Meiner Brook    |
| 20/3/2004  | 日本     | 阪神   | 草2000 | OP   | 若葉錦標                       | 56   | 安藤勝己 | 2    | 14   | 1    | 2:00.2   | （鈴鹿間風）    |
| 18/4/2004  | 日本     | 中山   | 草2000 | GI   | 皋月賞                         | 57   | 安藤勝己 | 16   | 18   | 14   | 2:00.0   | 大和主將        |
| 18/5/2004  | 日本     | 京都   | 草2200 | GII  | 京都新聞盃                     | 56   | 安藤勝己 | 11   | 11   | 1    | 2:11.9   | （鈴鹿間風）    |
| 30/5/2004  | 日本     | 東京   | 草2400 | GI   | 東京優駿                       | 57   | 橫山典弘 | 5    | 18   | 2    | 2:23.5   | 夏威夷王        |
| 26/9/2004  | 日本     | 阪神   | 草2000 | GII  | 神戶新聞盃                     | 56   | 武豐     | 8    | 8    | 3    | 1:59.4   | 夏威夷王        |
| 24/10/2004 | 日本     | 京都   | 草3000 | GI   | 菊花賞                         | 57   | 武豐     | 10   | 18   | 7    | 3:06.2   | 密州怨曲        |
| 28/11/2004 | 日本     | 東京   | 草2400 | GI   | 日本盃                         | 55   | 武豐     | 3    | 16   | 10   | 2:25.7   | 荒漠英雄        |
| 27/12/2004 | 日本     | 中山   | 草2500 | GI   | 有馬紀念                       | 55   | 橫山典弘 | 5    | 15   | 9    | 2:30.5   | 荒漠英雄        |
| 3/4/2005   | 日本     | 阪神   | 草2000 | GII  | 產經大阪盃                     | 58   | 橫山典弘 | 9    | 9    | 2    | 1:59.2   | 旭日飛駒        |
| 1/5/2005   | 日本     | 京都   | 草3200 | GI   | 春季天皇賞                     | 58   | 橫山典弘 | 16   | 18   | 5    | 3:17.1   | 鈴鹿間風        |
| 26/6/2005  | 日本     | 阪神   | 草2200 | GI   | 寶塚紀念                       | 58   | 橫山典弘 | 4    | 15   | 2    | 2:11.5   | 東商變革        |
| 30/10/2005 | 日本     | 東京   | 草2000 | GI   | 秋季天皇賞                     | 58   | 李慕華   | 10   | 18   | 6    | 2:00.4   | 美妙浪漫        |
| 27/11/2005 | 日本     | 東京   | 草2400 | GI   | 日本盃                         | 57   | 李慕華   | 16   | 18   | 2    | 2:22.1   | 傲家聲          |
| 25/12/2005 | 日本     | 中山   | 草2500 | GI   | 有馬紀念                       | 57   | 李慕華   | 10   | 16   | 1    | 2:31.9   | （大震撼）      |
| 25/3/2006  | 阿聯酋   | 詩柏   | 草2400 | GI   | 杜拜司馬經典賽                 | 56   | 李慕華   | 5    | 14   | 1    | 2:31.89  | （煤礦山）      |
| 29/7/2006  | 英國     | 雅士谷 | 草12f  | GI   | 英皇佐治六世及皇后伊利沙伯錦標 | 60   | 李慕華   | 4    | 6    | 3    | 紀錄缺失 | 風馳            |
| 26/11/2006 | 日本     | 東京   | 草2400 | GI   | 日本盃                         | 57   | 李慕華   | 1    | 11   | 10   | 2:27.7   | 大震撼          |

## 退役後
退役後，真心呼喚成爲了配種馬，於北海道安平町社台Stallion Station休養，在2007年進行配種，首批子嗣於2008年出生。首批子嗣可於2010年出賽，7月24日經已有中央的子嗣在新馬戰中取勝。2011年4月30日，凱旋芭蕾在青葉賞取勝，成爲首匹勝出分級賽的子嗣。2013年10月27日，一路通於秋季天皇賞取勝，成爲首匹勝出一級賽的真心呼喚子嗣。
2020年由配種馬退役，返回出身地北海道千歲市社台牧場以功勞馬身份進行養老生活。
2023年3月9日，其於牧場內被發現因不能站立而死亡，享年22歲。

### 主要子嗣

#### 一級賽優勝子嗣
粗體字為一級賽
2008年生
- 愛發達（鑽石錦標、 考菲爾德盃）

2009年生
- 一路通（雅靈頓盃、秋季天皇賞、中山紀念、 杜拜免稅店盃、安田紀念）

2011年生
- 天下唯一（日經電台盃兩歲錦標、東京優駿、神戶新聞盃）
- 新紀錄（優駿牝馬、玫瑰錦標、中山紀念、 紅地氈讓賽）

2012年生
- 高尚駿逸（阪神大賞典、阿根廷共和國盃、日本盃）

2014年生
- 雍容白荷（月神錦標、東京新聞盃、女皇伊利沙伯二世盃、寶塚紀念、 覺士盾、有馬紀念）
- 優仕達（山太子錦標、 歐佛斯特草地經典錦標、 活華錦標）
- 文雅之士（共同通信盃、阿根廷共和國盃、金鯱賞、大阪盃、日本盃）

2015年生
- Time Flyer（希望錦標、榆樹錦標）

2017年生
- 戰舞者（沙特阿拉伯皇家盃、朝日盃未來錦標、兩次每日王冠）

2019年生
- Notturno（日本泥地打吡、佐賀紀念、名古屋大獎賽）
- 勝局在望（朝日盃未來錦標、東京優駿、京都紀念、有馬紀念、秋季天皇賞、日本盃）

2020年生
- 浪接浪（ 拜倫錦標、 獲狄嘉錦標、 聖烈治錦標、 皇家馬鞭錦標）

#### 分級賽優勝子嗣
2008年生
- 鳴門海峽（小倉紀念、七夕賞）
- 機伶迷宮（金鯱賞）
- Gustave Cry（阪神大賞典）
- 凱旋芭蕾（青葉賞、日經賞）
- 鶴丸利安（北九州紀念）

2009年生
- Capote Star（日經新春盃）

2010年生
- 成名遊戲（京成盃、三次鑽石錦標、阿根廷共和國盃、目黑紀念）

2011年生
- Sundarbans（中山牝馬錦標）
- Strong Souther（佐賀紀念、水星盃）
- 日暮天藍（打吡公爵挑戰盃）

2012年生
- Dear My Darling（皇后賞）
- 決勝周回（京都兩歲錦標）

2013年生
- 火之呼喚（新山紀念、富士錦標）
- 寶冠頌（札幌兩歲錦標）

2014年生
- Admire Miyabi（皇后盃）
- Lago Blue（海洋盃）
- 千古傳誦（挑戰盃）
- 個人特色（函館紀念）
- Springboks（小倉夏季跳欄錦標）

2015年生
- Grail（京都兩歲錦標）
- Suave Aramis（三月錦標、榆樹錦標、東海錦標）
- 直指頂峰（青葉賞）
- Lord Golazo（天狼星錦標、名古屋大賞典）

2016年生
- 滂薄無比（中山金盃、兩次中山紀念）
- 哥德教堂（京成盃秋季讓賽）
- 影子歌姬（府中牝馬錦標）
- 矢志奪標（雌馬賽）

2017年生
- Woman's Heart（新潟兩歲錦標）
- 愛狂想曲（京都兩歲錦標）
- Smart Apex（東京跳欄錦標）
- Aladdin Barows（夏日冠軍錦標）
- 名將金歡（阪神牝馬錦標）

2018年生
- 幻蹤黑豹（東京新聞盃、京都金盃）
- 心懷感激（京成盃）
- 伽利衛星（春季錦標）
- Chunk Nate（美國賽馬會盃）

2019年生
- 野田猛鯨（共同通信盃）
- 摩天威獅（如月賞）

2020年生
- 豎琴巧姬（皇后盃）
- 真炫美（京都牝馬錦標）

2021年生
- 功成珍寶（阪神牝馬錦標）

## 血統簡介
父系週日寧靜是美國三冠賽雙冠馬，退役後在日本配種，在日本馬壇相當成功，贏得多項分級賽事，其子嗣贏得巨額獎金，連續12年成為日本冠軍種馬。祖父Halo爲美國賽駒，曾贏得一級賽冠軍，爲美國冠軍種馬。
母系Irish Dance爲日本賽駒，生涯戰績不俗，曾勝出三級賽新潟大賞典及新潟紀念。父系爲愛爾蘭生產的意大利賽駒東來兵，曾勝出凱旋門大賽，退役後於日本配種，和週日寧靜及百仁時間被一同稱爲改變日本賽馬的三匹種馬。

### 血統表
| 父線：週日寧靜系（Halo系）          |                              |                 |                  |
| 種馬 週日寧靜 1986年（棕色）        | Halo 1969年（棕色）          | Hail to Reason  | Turn-to          |
| 種馬 週日寧靜 1986年（棕色）        | Halo 1969年（棕色）          | Hail to Reason  | Nothirdchance    |
| 種馬 週日寧靜 1986年（棕色）        | Halo 1969年（棕色）          | Cosmah          | Cosmic Bomb      |
| 種馬 週日寧靜 1986年（棕色）        | Halo 1969年（棕色）          | Cosmah          | Almahmoud        |
| 種馬 週日寧靜 1986年（棕色）        | Wishing Well 1975年（棗色）  | Understanding   | Promised Land    |
| 種馬 週日寧靜 1986年（棕色）        | Wishing Well 1975年（棗色）  | Understanding   | Pretty Ways      |
| 種馬 週日寧靜 1986年（棕色）        | Wishing Well 1975年（棗色）  | Mountain Flower | Montparnasse     |
| 種馬 週日寧靜 1986年（棕色）        | Wishing Well 1975年（棗色）  | Mountain Flower | Edelweiss        |
| 繁殖雌馬 Irish Dance 1990年（棗色） | 東來兵 1983年（棗色）        | Kampala         | Kalamoun         |
| 繁殖雌馬 Irish Dance 1990年（棗色） | 東來兵 1983年（棗色）        | Kampala         | State Pension    |
| 繁殖雌馬 Irish Dance 1990年（棗色） | 東來兵 1983年（棗色）        | Severn Bridge   | Hornbeam         |
| 繁殖雌馬 Irish Dance 1990年（棗色） | 東來兵 1983年（棗色）        | Severn Bridge   | Priddy Fair      |
| 繁殖雌馬 Irish Dance 1990年（棗色） | Buper Dance 1983年（深棗色） | 利法爾          | 北地舞人         |
| 繁殖雌馬 Irish Dance 1990年（棗色） | Buper Dance 1983年（深棗色） | 利法爾          | Goofed           |
| 繁殖雌馬 Irish Dance 1990年（棗色） | Buper Dance 1983年（深棗色） | My Bupers       | Bupers           |
| 繁殖雌馬 Irish Dance 1990年（棗色） | Buper Dance 1983年（深棗色） | My Bupers       | Princess Revoked |
| 雌系：My Bupers系（號族：6-a）      |                              |                 |                  |
| 五代內近親交配：無                  |                              |                 |                  |

## 命名由來
名字Heart's Cry（ハーツクライ）出自愛爾蘭傳統踢踏舞《舞起狂瀾》中的一首歌曲The Heart's Cry，聯想自母系Irish Dance之名字，字面意思是「心靈的叫喊」，香港則翻譯为「真心呼喚」。

## 外部連結
- 真心呼喚 netkeiba.com （页面存档备份，存于）
- 血統表 （页面存档备份，存于）